# Dogs Eating Dogs
Albums de Blink-182
Neighborhoods
(2011) Icon
(2013)
Singles
1. Boxing Day
Sortie : 10 décembre 2012

Dogs Eating Dogs est le deuxième maxi du groupe américain de pop punk Blink-182, sorti le 18 décembre 2012 par le groupe sans l'intervention d'un label.
Trois ans après la reformation du groupe en 2009 à la suite de leur séparation en 2005, Blink-182 sort Dogs Eating Dogs un an après Neighborhoods, leur premier album studio depuis blink-182, sorti en 2003. Le groupe enregistre et produit en deux mois cinq nouvelles chansons sans l'intervention d'un label avec une équipe de production minimaliste, en intégrant dans sa musique des éléments de musique électronique et de hip-hop, contrastant avec le son pop punk du groupe qui a fait son succès au début des années 2000.
Le maxi sort uniquement en format numérique mais parvient tout de même à se positionner dans quelques classements musicaux malgré une promotion discrète. Dogs Eating Dogs reçoit dans l'ensemble un bon accueil critique, meilleur que celui de Neighborhoods, qui laisse espérer aux critiques musicaux de bonnes choses pour le prochain album du groupe prévu en 2014.

## Genèse

### Contexte

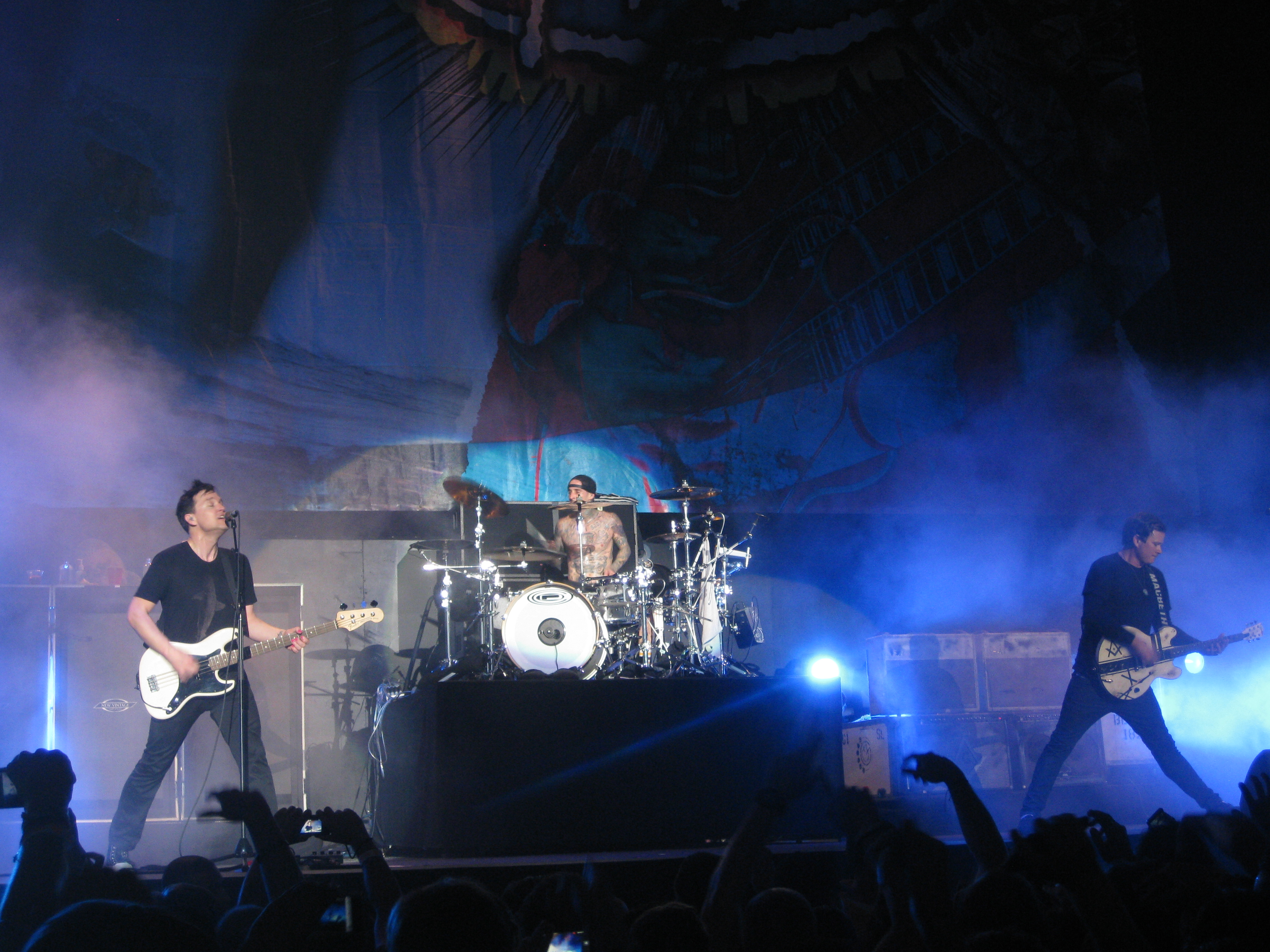
Blink-182 en concert à San Diego en décembre 2011. De gauche à droite : Mark Hoppus, Travis Barker et Tom DeLonge.

Blink-182, groupe de pop punk formé en 1992 par le guitariste Tom DeLonge et le bassiste Mark Hoppus, et rejoint en 1998 par le batteur Travis Barker, se sépare officiellement en février 2005 après avoir sorti cinq albums studio, dont Enema of the State et Take Off Your Pants and Jacket, qui connaissent tous deux un succès commercial et critique important. DeLonge fonde alors le groupe de space rock Angels and Airwaves, tandis que Hoppus et Barker continuent ensemble et créent +44, orienté pop punk.
En février 2009, quatre ans après sa rupture, le groupe annonce lors des Grammy Awards qu'il se reforme : « Nous sommes de retour. On veut dire, vraiment de retour »,. Blink-182 travaille alors sur un nouvel album, Neighborhoods, qui sort le 27 septembre 2011, pendant que le groupe effectue sa première tournée depuis quatre ans sur le Honda Civic Tour en compagnie de My Chemical Romance,. En juin et juillet 2012, pour fêter ses vingt ans de carrière, le trio entame alors une tournée à travers l'Europe appelée 20th Anniversary Tour, composée d'une trentaine de concerts,. Ils y jouent leurs singles et plusieurs chansons tirées de leur dernier album.

### Enregistrement et production

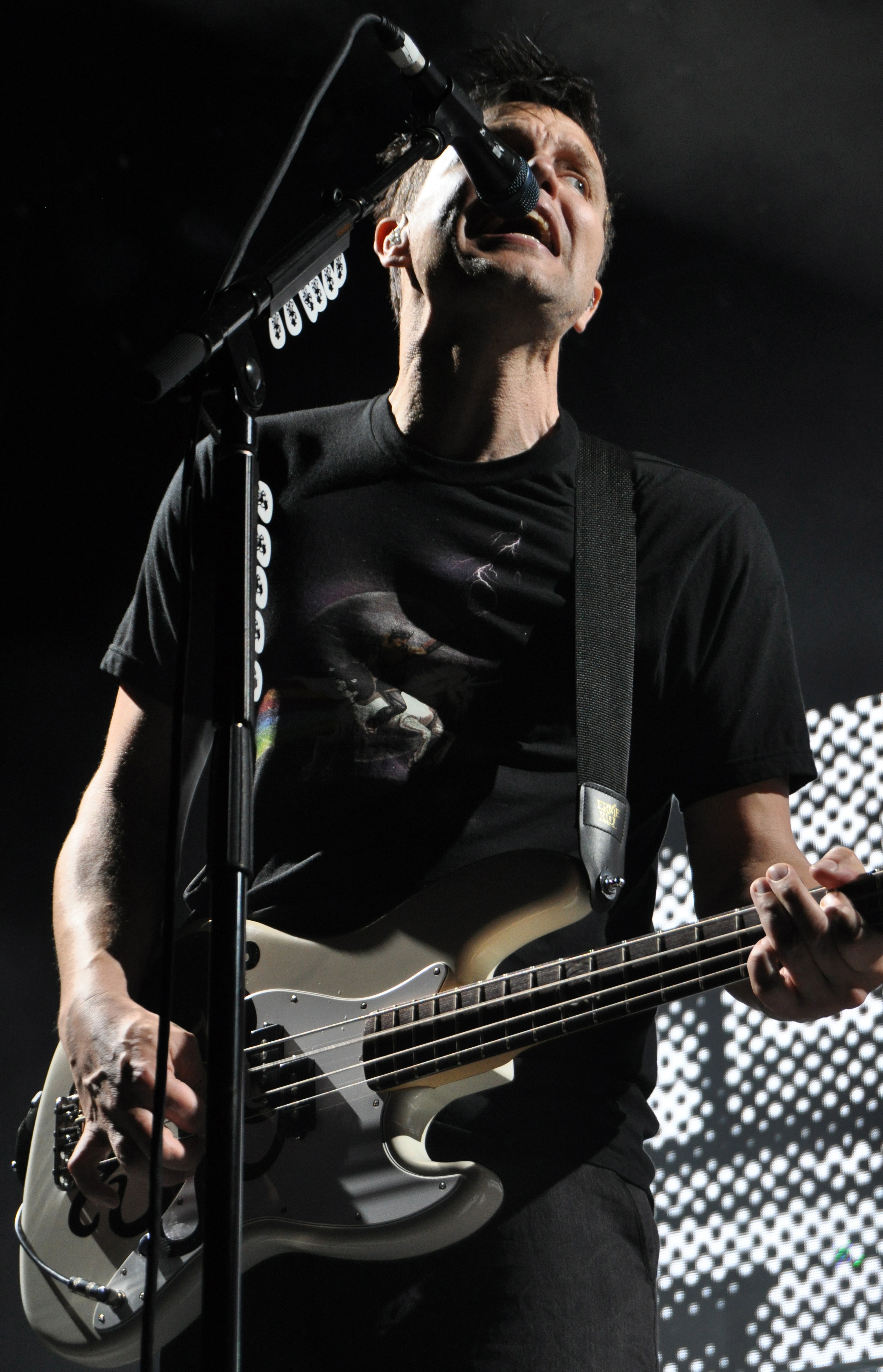
Mark Hoppus en concert en 2011.

Après la production de Neighborhoods, son sixième album studio, Blink-182 ressent que les méthodes d'enregistrement utilisées, à savoir l'utilisation de plusieurs studios pour la majorité des chansons, étaient inadéquates. Tom DeLonge admet que cela a amené un manque de cohésion dans l'album. Travis Barker ajoute qu'« il y a quelques chansons sur cet album qu'il aime, mais qu'elles sont en grande partie déconnectées les unes des autres », et qu'il était de plus toujours convalescent de son accident d'avion de 2008,.
Pendant la tournée européenne que le groupe effectue en 2012 pour célébrer ses vingt ans, Barker est le premier à soumettre à DeLonge et à Hoppus l'idée de retourner rapidement en studio. Ils y entrent finalement le 5 novembre 2012, et enregistrent à leur façon, sans l'intervention d'un label. Hoppus déclare à ce propos que « c'était génial, les idées venaient de partout. De longues heures passées sur cinq nouvelles chansons »,. L'enregistrement s'effectue dans deux studios, au Neverpants Ranch à San Diego et aux Opra Music Studios à Los Angeles, le groupe ne disposant que d'un mois pour l'écriture, l'enregistrement, le mixage et le matriçage des chansons, dans le but de sortir le maxi pour Noël. Blink-182 travaille alors avec l'ingénieur du son Christopher Holmes, également coproducteur du maxi et avec qui le groupe avait déjà collaboré sur Neighborhoods, et avec Aaron Rubin, ingénieur du son et programmeur, qui était déjà intervenu pour Angels and Airwaves. Le trio insiste notamment auprès d'Holmes pour que les couplets et les refrains de chaque chanson aient une atmosphère différente les unes des autres.

### Sortie et tournées
La date de sortie de Dogs Eating Dogs est fixée au 18 décembre, celui-ci étant édité uniquement en format numérique. Une semaine avant sa sortie, la chanson Boxing Day est proposée sur le site américain Alternative Press en tant que premier et unique single du maxi. De plus, sur son site officiel, le groupe vend quatre packs différents contenant le maxi en format numérique accompagné selon le pack par un tee-shirt, un sweat-shirt, une carte de vœux, un poster ou encore du papier cadeau.
En février 2013, Blink-182 part en tournée en Australie pour y donner une dizaine de concerts dans le cadre du Soundwave Festival et du Sidewaves Festival. Le groupe y interprète pour la première fois en live les chansons de Dogs Eating Dogs, dont la chanson éponyme, Boxing Day et Disaster, avant de les jouer de nouveau en septembre lors de sa tournée nord-américaine, pendant laquelle le trio annonce préparer un nouvel album studio.

## Caractéristiques artistiques

### Style graphique
Le titre du maxi prend le nom de la deuxième chanson de l'enregistrement, Dogs Eating Dogs, l'expression « dog-eat-dog » désignant en anglais quelqu'un d'impitoyable et sans pitié. La pochette a été dessinée par Franco Vescovi, un tatoueur de la région de Los Angeles dont Travis Barker est l'un des clients,. Tout en noir et blanc, comme celle de Neighborhoods, le précédent album du groupe, elle montre un dessin de chien la gueule ouverte, avec le nom du groupe écrit en haut de la pochette et l'inscription Dogs Eating Dogs en diagonal en bas à droite. Celle-ci a notamment été qualifiée d'« assez effrayante »,.
Blink-182 a un easter egg qui consiste à mettre des lettres sur les pochettes de ses enregistrements, lesquelles forment la suite des lettres de l'alphabet. Le dernier album en date, Neighborhoods, contenait la lettre J. Sur Dogs Eating Dogs, le K de blink sur la pochette est écrit dans une graphie différente qui le fait ressortir des autres lettres, continuant ainsi l'alphabet,.

### Thèmes et compositions
Le maxi débute avec une chanson accrocheuse, When I Was Young, qui commence par une introduction calme de quarante secondes jouées avec des synthétiseurs et une batterie de faible intensité sonore, contrastant avec le reste du morceau. Sur le refrain, la guitare entre et la batterie gagne en volume, amenant le son pop punk habituel du groupe. La chanson est chantée par Tom DeLonge, accompagné sur le refrain par Mark Hoppus, qui parle de sa vie d'enfant avec son regard d'adulte,. La deuxième piste est le titre homonyme à l'enregistrement, Dogs Eating Dogs. Chanson la plus agressive de l'enregistrement, elle évoque des sentiments durs, comme dans les paroles « We need to find some middle ground, it's always sex or suicide », traduisible par « Nous devons trouver un terrain d'entente, c'est toujours le sexe ou le suicide ». Les couplets sont chantés par Hoppus et les refrains par les deux chanteurs. Il est remarqué dès sa sortie que le morceau ressemble à la chanson Lycanthrope de +44, autre groupe d'Hoppus et Barker, et au style du groupe Alkaline Trio. De plus, il est noté que le pont ressemble à celui de la chanson précédente. Le maxi se poursuit avec Disaster, dont la longue introduction à la basse de plus d'une minute, évoque Angels and Airwaves, autre groupe de DeLonge, avec un son de guitare utilisant des effets de phaser et de delay et une batterie au rythme cadencé, avant de laisser place au tempo plus rapide du couplet chanté par DeLonge. Boxing Day, la quatrième chanson, appelée initialement The Day After Christmas, est la première ballade du trio depuis la chanson I Miss You, publiée en 2003 sur l'album blink-182. Le morceau, qui contient des guitares acoustiques et des éléments de batterie électronique, parle du pouvoir de l'amour au travers d'un homme qui se fait quitter par sa petite amie le lendemain de Noël, appelé Boxing Day dans de nombreux pays du Commonwealth. Il est de plus noté que la mélodie des couplets ressemble un peu à celle de la chanson All Star du groupe américain Smash Mouth. La dernière chanson du maxi, Pretty Little Girl, écrite par DeLonge pour sa femme et nommée à l'origine I Got My Eye On You, voit la collaboration du rappeur Yelawolf, qui fait une apparition vocale d'une trentaine de secondes sur des roulements de tambour de Barker. Il s'agit de la chanson la plus expérimentale de l'enregistrement et qui s'éloigne le plus des autres titres du maxi. Les couplets sont de style new wave, avec la présence de synthétiseurs en soutien à la basse d'Hoppus, contrastant avec les refrains plus énergiques menés par le jeu de batterie de Barker,.

## Accueil

### Critiques
Dogs Eating Dogs reçoit dans l'ensemble de bonnes critiques puisqu'il obtient un score de 68 % sur Metacritic. Scott Heisel, du magazine Alternative Press, lui attribue quatre étoiles sur cinq, arguant que « Dogs Eating Dogs est aussi fort si ce n'est plus que tout ce qui se trouve sur Neighborhoods. »,. Paul Travers, de Kerrang!, lui donne la même note en notant que « l'effet global est un recueil de chansons polyvalentes, diffuses et quelque part nettement plus ciblées que celles qui étaient présentes sur Neighborhoods ; ajoutées aux éléments classiques du son de Blink-182, nous avons là un maxi palliatif qui promet encore plus de choses à l'avenir pour le groupe. »,. Le site Punknews.org (es) reste dans la même gamme de note en ajoutant que « c'est assurément un ensemble de chansons plus cohérent que celui de leur opus précédent » et que « celles-ci sont globalement beaucoup plus rythmées que celles de leur dernier album. »,.
AbsolutePunk et Ultimate Guitar Archive (en) attribuent au maxi la même note de sept étoiles sur dix. Le premier site soutient que « Dogs Eating Dogs montre Blink-182 à un moment rafraîchissant mais également excitant de leur carrière » et que « bien que le maxi ne soit pas le meilleur enregistrement de la carrière du groupe, il montre un futur prometteur qui semblait alors bien sombre il y a à peine trois ans. »,, tandis que le second pense que le maxi « offre une écoute solide et des paroles consistantes qui correspondent à la musique » malgré des « aspects musicaux qui se répètent tout au long de l'enregistrement. »,. Gregory Heaney, de AllMusic, donne trois étoiles sur cinq en observant que « Blink-182 retourne à juste titre vers un son plus profond et plus mature » et que « comme pour leur opus précédent, ce maxi voit le groupe explorer un son davantage prog-punk et expansif qui rappelle le projet parallèle d'Hoppus et Barker : +44. »,.
Seul le site Consequence of Sound juge Dogs Eating Dogs négativement, avec une étoile et demi sur cinq. En effet, le journaliste Dan Caffrey considère les expériences musicales que le groupe apporte sur ce maxi comme négatives, pensant que « synthétiseurs ne signifient pas maturité. Ils ne signifient pas intelligence et certainement pas meilleure musique. Il en est de même avec les boucles de batterie, les rappeurs invités, et tout ce qui n'est pas dans le répertoire classique d'un groupe de pop punk »,.

### Classements
Dogs Eating Dogs se positionne, malgré une sortie uniquement en format numérique, dans quelques classement musicaux. Le maxi atteint respectivement la 21e et la 23e place au Canada et aux États-Unis, ce qui constitue le moins bon classement du groupe pour l'un de ses enregistrements depuis son album Dude Ranch datant de 1997. Il se place toutefois en bonne position dans trois classements annexes du Billboard, se hissant dans les cinq premières places du Top Alternative Albums, du Top Rock Albums et du Top Digital Albums.
| Classement                                    | Meilleure position |
| --------------------------------------------- | ------------------ |
| Canada (Canadian Albums)                      | 21                 |
| États-Unis (Billboard 200)                    | 23                 |
| États-Unis (Billboard Top Alternative Albums) | 2                  |
| États-Unis (Billboard Top Rock Albums)        | 5                  |
| États-Unis (Billboard Top Digital Albums)     | 3                  |

## Fiche technique

### Liste des chansons
Toutes les chansons sont écrites et composées par Blink-182.
| Dogs Eating Dogs | Dogs Eating Dogs                   | Dogs Eating Dogs | Dogs Eating Dogs | Dogs Eating Dogs | Dogs Eating Dogs | Dogs Eating Dogs | Dogs Eating Dogs | Dogs Eating Dogs | Dogs Eating Dogs |
| No               | Titre                              | Chant principal  | Durée            |                  |                  |                  |                  |                  |                  |
| ---------------- | ---------------------------------- | ---------------- | ---------------- | ---------------- | ---------------- | ---------------- | ---------------- | ---------------- | ---------------- |
| 1.               | When I Was Young                   | DeLonge          | 3:28             |                  |                  |                  |                  |                  |                  |
| 2.               | Dogs Eating Dogs                   | Hoppus, DeLonge  | 3:30             |                  |                  |                  |                  |                  |                  |
| 3.               | Disaster                           | DeLonge          | 3:42             |                  |                  |                  |                  |                  |                  |
| 4.               | Boxing Day                         | Hoppus, DeLonge  | 3:59             |                  |                  |                  |                  |                  |                  |
| 5.               | Pretty Little Girl (avec Yelawolf) | DeLonge          | 4:21             |                  |                  |                  |                  |                  |                  |
| 19:00            |                                    |                  |                  |                  |                  |                  |                  |                  |                  |

### Crédits
- Blink-182
  - Tom DeLonge - chant, guitare, production
  - Mark Hoppus - chant, basse, production
  - Travis Barker - batterie, percussions, production
- Production
  - Christopher Holmes - réalisateur artistique, producteur, ingénieur du son[13],[14]
  - Aaron Rubin - ingénieur du son, programmeur[15]
  - Franco Vescovi - graphiste pochette[24]
- Musicien additionnel
  - Yelawolf - rap sur Pretty Little Girl